# ریدج منور (فلوریدا)
ریدج منور (به انگلیسی: Ridge Manor) یک منطقهٔ مسکونی در ایالات متحده آمریکا است که در شهرستان هرناندو، فلوریدا واقع شده‌است. ریدج منور ۲۳٫۴ کیلومتر مربع مساحت و ۴٬۵۱۳ نفر جمعیت دارد و ۲۱ متر بالاتر از سطح دریا قرار دارد.